# Josef Hrabák
Josef Hrabák (3. prosince 1912 Brno – 6. srpna 1987 Brno) byl český literární historik, teoretik a kritik, komparatista a univerzitní profesor české literatury. Jeho dcerou byla jazykovědkyně Marie Krčmová.

## Život
Po maturitě v roce 1931 studoval v letech 1931-1934 češtinu a francouzštinu na Filozofické fakultě Masarykovy univerzity (FF MU) v Brně. Doktorát filozofie získal v roce 1937 prací Staropolský verš ve srovnání se staročeským, habilitační práci Smilova škola obhájil roku 1946, v roce 1948 byl jmenován profesorem. Titul doktora filologických věd získal v roce 1956 prací Studie ze starší české literatury.
V letech 1935-1945 učil na středních školách v Lipníku nad Bečvou a v Brně. Od roku 1945 přednášel na Filozofické fakultě MU v Brně, kam v roce 1953 přešel natrvalo, současně v letech 1946-1952 působil na brněnské pedagogické fakultě. V roce 1948 byl na jmenován na pedagogické fakultě řádným profesorem české a slovenské literatury a v letech 1950-1952 byl na této fakultě proděkanem. V roce 1953 přešel zpět na filozofickou fakultu a v letech 1954-1960 byl děkanem filozofické fakulty. Na konci padesátých let působil i jako prorektor Masarykovy univerzity. V letech 1953-1970 byl vedoucím katedry České literatury a literární vědy.
Roku 1937 byl přijat do Pražského lingvistického kroužku. Byl předsedou Literárněvědné společnosti při Československé akademie věd (ČSAV), od roku 1952 byl členem vědecké rady Ústavu české a světové literatury ČSAV a vědeckým vedoucím brněnského pracoviště, které bylo zřízeno 1961 z jeho podnětu.  Byl členem uměnovědného kolegia ČSAV a hlavním redaktorem Památek staré literatury české (1953-1987). V roce 1965 by zvolen členem korespondentem ČSAV. Od roku 1970 byl členem redakční rady České literatury, v letech 1970-1972 hlavním redaktorem. Byl také redaktorem Hosta do domu, Časopisu Matice Moravské (1952-1962), Literatury ve škole (1955-1958), redigoval List Sdružení moravských spisovatelů (1947-1948), Listy filologické (1961-1987) a Českou literaturu (1970-1972). Podílel se na vzniku a činnosti Památníku Petra Bezruče v Opavě, pracoval v Socialistické akademii (byl předsedou městské sekce Jazyk a literatura), ve Svazu československých spisovatelů, později ve Svazu českých spisovatelů. 
Podnikal studijní a přednáškové cesty do tehdejšího SSSR, do Polska, tehdejší Jugoslávie, do Německa, Anglie, Francie, Bulharska.
V roce 1969 byl oceněn při příležitosti setkání ke 40 letům od smrti Otokara Březiny, kdy obdržel pamětní medaili ke 100. výročí narození Otokara Březiny.

## Dílo
Již od prvních knižních publikací je patrný jeho zájem o teoretické a morfologické problémy literatury,  postupně směřuje ke komplexnímu studiu literatury, k odhalování smyslu formových složek slovesného díla a jejich těsného sepětí s ideovou myšlenkovou dominantou literárního výtvoru.
Těžiště jeho páce byla teorie literatury, zvláště versologie, a metodologie. Publikace z této oblasti tvoří nejvýznamnější část jeho díla Úvod do teorie verše, 1956; Z problémů českého verše, 1964; Studie o českém verši, 1959 a O charakter českého verše, 1970. Napsal učební texty Literární komparatistika, 1971 a Poetika, 1973. S Vladimírem Štěpánkem spolupracoval na publikaci Úvod do teorie literatury, 1987. Populárněvědně jsou pojata díla Umíte číst poezii?, 1963, v přepracované a rozšířené verzi s názvem Umíte číst poezii a prózu?, 1971. Genologicky orientované jsou Čtení o románu,1981;  Napínavá četba pod lupou, 1986 a Od laciného optimismu k hororu,1988.
Vedle teorie literatury se věnoval i dějinám české literatury, zvláště literatury starší, především ze století 14., 17. a 18.  Syntetické zobrazení českého literárního vývoje je zachyceno v akademických Dějinách české literatury I, 1959, které redigoval a na kterém se podílel z velké části i jako autor. Pro studijní potřeby vydal spis Starší česká literatura, 1964.
Koncepci dějin starší české literatury propracoval v knize Studie ze starší české literatury, 1956. Byl také tvůrcem 1. svazku třídílné antologie Tisíc let české poezie, 1974 a vedoucím autorského kolektivu Průvodce po dějinách české literatury, 1976.
Věnoval se také nové literatuře, například Petr Bezruč a jeho doba, 1946; Šest studií o nové české literatuře,1961, monografie Rudolf Těsnohlídek, 1982, Karel Nový,1983; Miloš V. Kratochvíl,1979; František Kožík,1984 a Jiří Křenek,1988.
Vydal svou autobiografii Život s literaturou, 1982.